# Sex Pistols
Els Sex Pistols foren una banda anglesa de punk rock formada el 1975 a Londres. Tot i la seva curta durada com a grup, de tan sols dos anys i mig, i només publicar un únic àlbum d'estudi, Never Mind the Bollocks, Here's the Sex Pistols, foren un dels conjunts més influents de la història de la música popular i els corresponsables d'iniciar el moviment punk al Regne Unit i d'inspirar molts músics de punk rock i rock alternatiu posteriors. La banda estava formada originalment pel cantant Johnny Rotten, el guitarrista Steve Jones, el bateria Paul Cook i el baixista Glen Matlock. A principis del 1977, Matlock fou substituït per Sid Vicious en les tasques de baixista.
Amb Malcolm McLaren com a mànager, els Sex Pistols generaren nombroses polèmiques i controvèrsies que els situaren al centre del debat públic britànic. El maig de 1977, publicaren el senzill «God Save the Queen», amb una lletra deliberadament provocadora que titlla la monarquia britànica de «fascist regime» ('règim feixista'); fou censurat per la BBC i pràcticament totes les emissores de ràdio independents del Regne Unit, convertint-se en l'enregistrament més censurat de la història del país.
El gener de 1978, al darrer concert d'una gira mediàtica i tumultuosa pels Estats Units, Rotten anuncià en directe la ruptura del grup. En els mesos posteriors, els altres tres membres gravaren cançons per a la pel·lícula-documental de McLaren sobre els Sex Pistols, The Great Rock 'n' Roll Swindle. Vicious morí de sobredosi d'heroïna el febrer de 1979, poc després de ser arrestat amb acusacions d'haver assassinat a la seva xicota, Nancy Spungen. Rotten, Jones, Cook i Matlock es reuniren el 1996 en una gira mundial i per alguns concerts aïllats en la dècada del 2000.

## Història

### Orígens
Els Sex Pistols evolucionaren a partir de la banda londinenca The Strand –també coneguda com The Swankers durant algun breu període–, formada el 1972 per un grup d'adolescents de classe mitjana amb Steve Jones a la veu, Paul Cook a la bateria i Wally Nightingale a la guitarra. Segons confessà Jones més endavant, tant ell com Cook tocaven amb instruments que ells mateixos havien robat. Els nois assistien a concerts i, quan s'acabaven, pujaven a l'escenari i s'emportaven tot l'equipament musical que podien. Inicialment, entre els membres de The Strand hi havia Jim Mackin a l'orgue i Stephen Hayes (i després Del Noones, breument) al baix. Els integrants del grup freqüentaven dues botigues de roba de Kings Road, al districte londinenc de Chelsea: Acme Attractions, propietat de John Krivine i Steph Raynor, en què Don Letts treballava com a gerent; i Too Fast to Live, Too Young to Die, propietat de Malcolm McLaren i Vivienne Westwood.
La botiga de McLaren i Westwood obrí el 1971 com a Let It Rock, amb un revival de l'estil britànic teddy boy com a temàtica. El 1972 se'n canvià el nom amb la pretensió d'un altre revival: l'estil rocker associat a Marlon Brando. Com observà John Lydon més endavant, «Malcolm i Vivienne eren vertaderament una parella de farsants: venien qualsevol cosa de qualsevol moda a la què es poguessin aferrar.» La botiga esdevingué el centre del panorama punk rock, reunint artistes en potència com Sid Vicious, Marco Pirroni (posterior guitarrista, compositor i productor), Gene October (que seria el cantant del conjunt de punk Chelsea) i Mark Stewart, entre d'altres. La model i actriu anglesa Pamela Rooke (també coneguda com a Jordan), de la qual destaca la seva feina amb Vivienne Westwood i la boutique SEX, era una assistenta d'estil salvatge a qui s'atribueix el mèrit de «pavimentar la imatge punk pràcticament pel seu compte».
A principis del 1974, Jones convencé McLaren perquè es convertís en el mànager de The Strand. Glen Matlock, un estudiant d'art que ocasionalment treballava a la botiga, fou reclutat com a baixista. El novembre d'aquell any, McLaren partí temporalment cap a Nova York. Abans d'anar-se'n, McLaren i Westwood havien encunyat una nova identitat per a la botiga, rebatejant-la com a SEX: l'«antimoda» inspirada en el sadomasoquisme, publicitant-se com a «Especialistes en roba de plàstic, roba glamurosa i roba d'escenari». El maig del 1975, després d'uns mesos com a mànager i promotor informal dels New York Dolls, McLaren tornà a Londres. Inspirat pel moviment punk emergent al barri de Lower Manhattan –especialment per l'estil i actitud radicals de Richard Hell, en aquell moment membre de la formació Television–, McLaren mostrà un major interès per The Strand.
El grup havia anat assajant amb regularitat, guiat per l'amic de McLaren Bernard Rhodes (que acabaria sent mànager de The Clash) i ja havia tocat públicament per primer cop. Poc després del retorn de McLaren, s'expulsà Nightingale de la formació i Jones, incòmode com a líder, se centrà exclusivament en la guitarra. En conseqüència, McLaren estigué parlant amb Sylvain Sylvain dels New York Dolls per veure si volia liderar la formació. Quan Sylvain s'hi negà, McLaren, Rhodes i la formació començaren a cercar un vocalista local. Segons explicà Matlock: «Tothom duia els cabells llargs en aquell moment, fins i tot el lleter, així que el que fèiem si algú duia els cabells curts era aturar-lo pel carrer i demanar-li si es veia a si mateix com a cantant». D'aquesta manera es toparen amb Midge Ure (posterior líder de la banda Rich Kids i Ultravox, entre d'altres), que declinà l'oferta; i amb Kevin Rowland (qui tres anys més tard cofundaria Dexys Midnight Runners), que no convencé a cap dels membres excepte Matlock. En vista d'una recerca totalment infructuosa, McLaren li proposà a Richard Hell múltiples vegades, però ell rebutjà la invitació.

### Incorporació de John Lydon
L'agost de 1975, Rhodes es fixà en John Lydon, un noi de dinou anys que freqüentava Kings Road, vestint una samarreta de Pink Floyd amb «I Hate» ('jo odio') escrit a mà a sobre del nom del grup i perforada on hi havia els ulls dels membres del grup. En aquest punt de la història, els relats divergeixen: el mateix dia, o al cap de pocs, o bé Rhodes o bé McLaren convidaren Lydon a assistir a un pub proper perquè conegués Jones i Cook. Segons Jones: «Va entrar amb el pèl verd. Vaig pensar que tenia una cara realment interessant. Em va agradar la seva imatge. Duia la seva samarreta d'"I Hate Pink Floyd" posada i la mantenia unida amb imperdibles. John tenia quelcom especial, tot i que quan va començar a parlar vaig adonar-me que era un autèntic cabró –però astut». Quan el pub tancà el grup anà a SEX, on insistiren a Lydon, que encara no havia pensat gaire en el fet de ser cantant, perquè improvisès la peça «I'm Eighteen» d'Alice Cooper a la gramola. Encara que l'actuació féu riure als membres de la formació, McLaren els convencé perquè comencessin a assajar amb ell.
L'Anglaterra de principis de 1970 era un lloc molt depriment. Estava completament deteriorada per escombraries als carrers i desocupació total, pràcticament tothom estava en vaga. Tothom s'havia criat en un sistema educatiu que t'ensenyava sense embuts que si venies del lloc equivocat no tenies ni la més punyetera esperança ni cap futur laboral. De tot això en sorgiren el pretensiós moi i els Sex Pistols, i llavors un gran munt de plagiaris masturbadors darrere nostre.
El periodista de New Musical Express, Nick Kent, tocava amb la formació ocasionalment, però fou expulsat quan Lydon s'hi incorporà: «Quan vaig arribar, vaig fer-li una ullada i vaig dir: "No. Això se n'ha d'anar"». Lydon explicà més endavant que «mai no ha escrit res bo de mi des de llavors». El mes de setembre, McLaren tornà a llogar un local d'assaig privat pel grup, que fins aquell moment havia assajat en pubs. Mentrestant Cook, que tenia un treball a temps complet, es plantejava deixar-ho. Segons explicà Matlock posteriorment, Cook «creà una cortina de fum», posant com a excusa que Jones no era prou bo per ser l'únic guitarrista del grup. En conseqüència, posaren un anunci a la revista Melody Maker, cercant un «Noi talentós com a guitarrista. No més de 20 anys. Sense pitjor aspecte que Johnny Thunders» (referint-se a un dels representants del punk novaiorquès més importants del moment). La majoria de guitarristes que hi acudiren resultaren incompetents, però segons McLaren, gràcies al procés es generà un nou sentiment de companyonia entre els quatre membres del conjunt. Steve New fou l'únic guitarrista que consideraren prou virtuós d'entre tots els aspirants i la formació el convidà a incorporar-se. Tanmateix, Jones millorà ràpidament i el so cap al qual la formació es projectava era incompatible amb l'estil tècnic de New. Aquest abandonà la formació un mes després.
Lydon rebé el sobrenom de Johnny Rotten ('Johnny Podrit'), ideat per Jones en referència a la seva nul·la higiene dental. El grup també cercava un nom adequat. Després de considerar noms com Le Bomb, Subterraneans, The Damned, Beyond, Teenage Novel, Kid Gladlove i Crème de la Crème, es decantaren per Sex Pistols, una forma abreujada del nom que aparentment havien adoptat informalment des de feia temps.
McLaren explicà que el nom provenia de «la idea d'una pistola, una noia de calendari, una cosa jove, un assassí més atractiu». Poc modestament, sigui fals o no, el mànager afegí: «[Jo] vaig tenir la idea d'un grup de nois que podien percebre's com a dolents». El grup començà a escriure material original: Rotten n'era el lletrista i Matlock el principal compositor. Tot i així, les cançons s'acreditaven a tots quatre membres per igual.

### Primers concerts

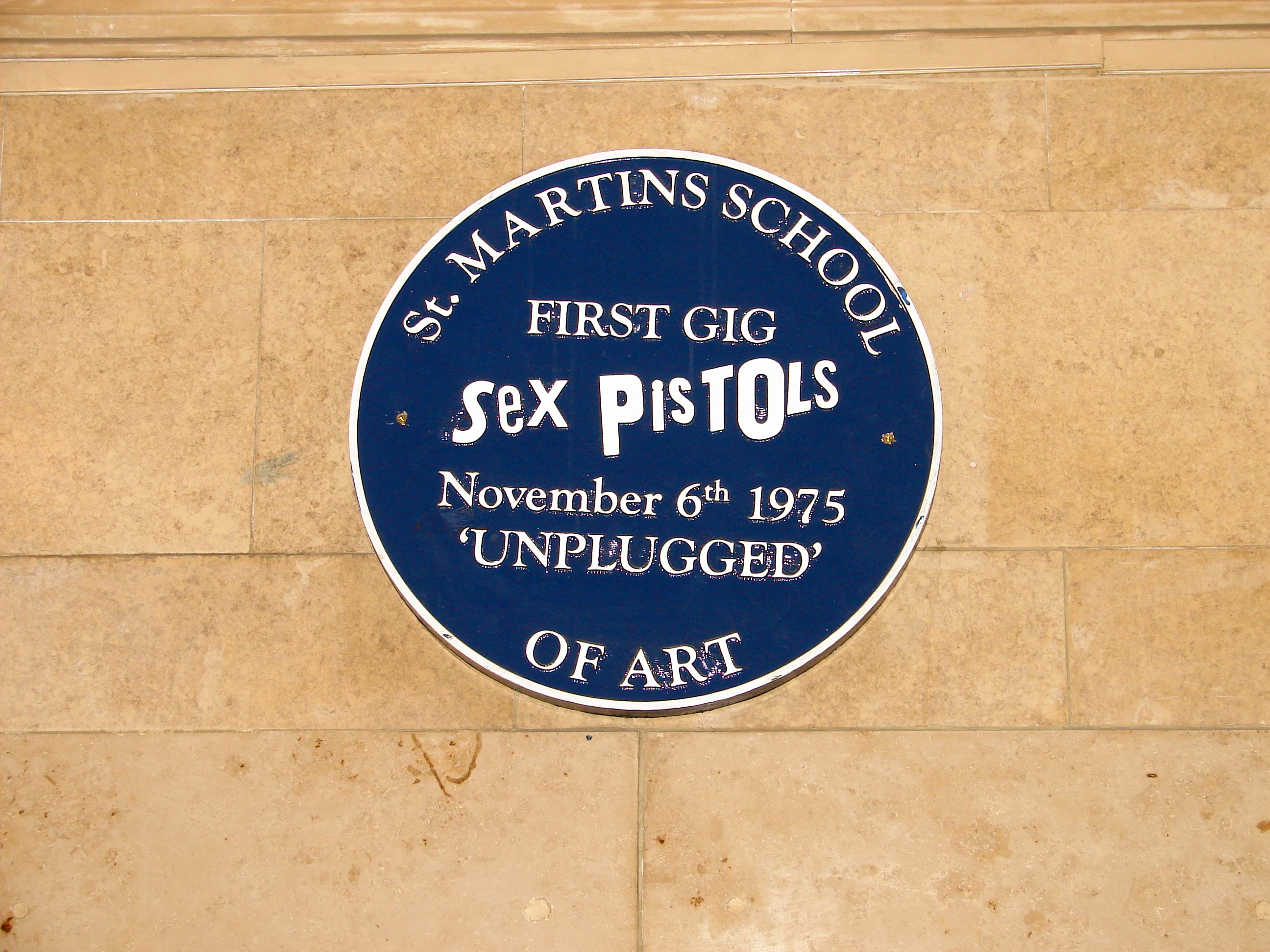
Placa en homenatge al primer concert dels Sex Pistols, a la zona de recepció de la universitat Central Saint Martins (Londres)

Matlock arranjà la primera actuació del grup a la universitat Central Saint Martins, d'on n'era estudiant. El 6 de novembre de 1975 els Sex Pistols debutaren com a teloners del grup de pub rock Bazooka Joe, fent ús de la seva bateria i amplificadors. El seu repertori incloïa un seguit de versions, entre elles «Substitute» de The Who, «Whatcha Gonna Do About It» de Small Faces, «(Don't you Give Me) No Lip» de Dave Berry i «(I'm Not Your) Steppin' Stone» de Tommy Boyce i Bobby Hart (popularitzada per The Monkees). Segons els assistents, musicalment el concert no fou res excepcional, encara que tocaren molt fort. Abans que els Pistols poguessin interpretar els temes propis que havien preparat, els membres de Bazooka Joe desendollaren els amplificadors en vista del mal ús que se'n feia. Això desencadenà una breu baralla sobre l'escenari entre els membres de les dues bandes; després d'una disculpa, els Pistols tocaren alguns minuts més.
Després de l'actuació a la universitat, els Pistols seguiren fent concerts a altres universitats i escoles d'art londinenques. El 9 de desembre, a la Universitat de Ravensbourne a Chislehurst, foren els teloners de Fogg, una formació de Newcastle. Hi tocaven de franc, ja que segons McLaren preveien «tornar-se professionals» l'any següent, encara que la carta de confirmació que enviava McLaren indicava que «s'agrairia cervesa gratuïta per la banda». Malgrat la seva manca de professionalitat, l'equip de so dels Sex Pistols era molt millor que el de Fogg; ambdós conjunts l'empraren pel concert. Com a agraïment, els convidaren a beure per valor de més de 50£. Simon Barker, un amic de Steven Severin que els havia vist actuar, se'n mostrà entusiasmat, per això els anaren a veure al club Marquee el 12 de febrer de 1976. Els seguidors fidels dels Sex Pistols, entre els quals hi havia Siouxsie Sioux, Steven Severin, Soo Catwoman i Billy Idol, rebien el nom de «Bromley Contingent», ja que la majoria d'aquests pertanyien al barri londinenc de Bromley. La seva vestimenta avantguardista, proporcionada sobretot per SEX, inspirà una nova moda que anaren adoptant els nous fans de la formació.
Per McLaren i Westwood, el moviment punk incipient a Londres era molt més que un simple vehicle per vendre roba. Es veieren captivats pel maig francès de 1968, en especial per la ideologia i postures dels situacionistes i per l'anarquisme de Buenaventura Durruti, entre d'altres. Compartien aquests interessos amb Jamie Raid, un vell amic de McLaren que començà a produir material publicitari pels Sex Pistols la primavera del 1976. La font del logotip dels Sex Pistols i d'altres dissenys posteriors, emperò, l'encunyà una amiga de McLaren, Helen Wellington-Lloyd. «Acostumàvem a parlar molt amb John [Lydon] sobre els situacionistes», digué Reid posteriorment. «Els Sex Pistols semblaven el vehicle perfecte per comunicar idees directament a la gent que no captava el missatge de la política d'esquerres». McLaren també arranjà les primeres sessions de fotografia de la formació. Segons l'historiador musical Jon Savage: «Amb el seu pèl verd, postura encorbada i aspecte esparracat, [Lydon] semblava un encreuament entre Uriah Heep i Richard Hell.»
La primera actuació dels Sex Pistols vertaderament concorreguda fou la del 12 de febrer de 1976 al club Marquee, com a teloners d'Eddie and the Hot Rods, un dels grups de pub rock més destacats. Rotten «sobrepassava els límits de la performance, baixant de l'escenari, asseient-se amb el públic, llençant Jordan per la pista de ball i giravoltant cadires, abans d'aixafar part de l'equipament d'Eddie and the Hot Rods». La primera crítica del grup aparegué al NME, acompanyada per una breu entrevista en què el guitarrista Steve Jones declarà: «Realment no estem en la música. Estem en el caos». Entre els que llegiren l'article, dos estudiants de la Universitat de Bolton, Howard Devoto i Pete Shelley, es dirigiren a Londres en cerca dels Sex Pistols. Després de conversar amb McLaren a SEX, assistiren a dues actuacions de la formació a finals de febrer. Els dos amics aviat començaren a preparar el seu propi grup de l'estil dels Sex Pistols, els Buzzcocks. Tal com Devoto explicaria més endavant: «La meva vida va canviar en el moment en què vaig veure els Sex Pistols.»
Els Sex Pistols aviat tocaren en altres establiments importants, debutant al 100 Club d'Oxford Street el 30 de març. El 3 d'abril actuaren a la sala Nashville per primer cop, on foren teloners de The 101ers. El líder i vocalista del grup, Joe Strummer, els veié per primera vegada aquella nit i reconegué el punk rock com el futur. Com a prova de la seva creixent popularitat, retornaren a Nashville el 23 d'abril, però segons els testimonis l'actuació mancava d'espurna. Per fer-la més interessant, Westwood instigà una brega amb un membre del públic: McLaren i Rotten aviat s'hi barallaren. Cook assenyalà més tard: «Aquella brega a Nashville va ser quan es va aconseguir tota la publicitat i la violència va començar a fluir... Crec que tothom hi estava predisposat i nosaltres n'érem el catalitzador.» Als Sex Pistols aviat se'ls prohibí l'entrada al Nashville i al Marquee.
El 23 d'abril es publicà el disc The Ramones del grup homònim, que era l'àlbum de debut del grup que dominava el punk a Nova York. Encara que es considera un àlbum cabdal pel creixement del punk rock a Anglaterra i arreu del món, Lydon ha negat repetides vegades la seva influència sobre els Sex Pistols: «[The Ramones] eren tots pèl-llargs i no tenien cap interès per a mi. No m'agradava la seva imatge, les seves posicions, ni res d'ells». «Eren graciosos, però només pots arribar fins a un cert punt fent duh-dur-dur-duh. Ja se sap». L'11 de maig, els Sex Pistols començaren a actuar rutinàriament al 100 Club, cada dimarts a la nit durant quatre setmanes. La resta del mes l'invertiren recorrent petits pobles i ciutats del nord d'Anglaterra i enregistrant demos a Londres amb el productor i artista Chris Spedding. El mes següent s'estrenaren a Manchester, en una actuació arranjada per Devoto i Shelley. El concert del 4 de juny al Lesser Free Trade Hall suposà una explosió de punk rock a la ciutat. El 4 i el 6 de juliol, respectivament, debutaren dos conjunts de punk rock londinencs, The Clash (amb Strummer com a vocalista) i The Damned, com a teloners dels Sex Pistols. A la nit d'entremig, els Sex Pistols (tot i el desdeny que confessaria Lydon més endavant) assistiren a una actuació dels Ramones a Dingwalls, com feren bàsicament tots els altres músics punk coetanis.
En un retorn a Manchester el 20 de juliol, els Sex Pistols presentaren una nova cançó, «Anarchy in the U.K.», que reflectia elements de les ideologies radicals a les quals Rotten estava exposat. Segons Jon Savage, «no hi ha dubte que a Lydon li proporcionaven material Vivienne Westwood i Jamie Reid, que després ell convertia en la seva pròpia lletra». El guitarrista Jones apuntà més endavant com de meritori fou lletrar-la per part de Rotten, tenint en compte que només tenia denou anys. «Anarchy in the U.K.» era un dels set temes originals enregistrats durant el mes de juliol, aquest en concret amb el suport del tècnic de so del grup, Dave Goodman. El 29 d'agost, McLaren organitzà un gran concert al cinema The Screen on the Green, al districte londinenc d'Islington. Els Buzzcocks i The Clash precediren els Sex Pistols en «el primer test de força metropolità» del punk. Tres dies després, la formació anà a Manchester a enregistrar la que seria la seva primera aparició televisiva, per al programa So It Goes de Tony Wilson. Només estava previst que toquessin una cançó, «Anarchy in the U.K.», però la formació decidí tocar-hi dues peces més de forma unilateral, generant un caos a la sala de control.
Els Sex Pistols tocaren el seu primer concert a l'estranger el 3 de setembre, a l'obertura de la discoteca Chalet du Lac de París. Els seus seguidors fidels els escortaren fins a la capital francesa, on el braçalet amb l'esvàstica de Siouxsie Sioux causà agitació. L'endemà s'emeté el programa de So It Goes, en què un crit d'«Aixeca el cul!» introduïa la cançó «Anarchy in the U.K». El 13 de setembre els Sex Pistols començaren una gira pel Regne Unit. Una setmana més tard, en un retorn a Londres, encapçalaren la nit especial de punk al 100 Club. Aquell concert, organitzat per McLaren (per a qui la paraula «festival» tenia una connotació massa hippie), és considerat «com el moment catalitzador dels anys per venir». Desmentint la creença popular que les bandes de punk no sabien tocar, les ressenyes de la premsa musical coetània, les crítiques posteriors dels enregistraments del concert i els testimonis entesos de l'actuació assenyalaren l'evolució dels Sex Pistols cap a una formació sòlida i ferotge en directe. Rotten provà estils de vocalització salvatges i els instrumentistes experimentaren «amb sobrecàrrega, feedback i distorsió, portant el seu equip al límit».

### EMI i l'incident Grundy
El 8 d'octubre de 1976, els Sex Pistols signaren un contracte per dos anys amb el segell discogràfic EMI. Al cap de poc, la formació ja era a l'estudi enregistrant una sessió completa amb Dave Goodman. Segons descrigué Matlock més tard: «La idea era aconseguir l'esperit de l'actuació en viu. Estàvem pressionats per fer-ho més i més ràpid.» EMI en rebutjà el resultat, caòtic. En el lloc de Goodman es fitxà Chris Thomas com a productor, que havia produït Roxy Music i mesclat The Dark Side of the Moon de Pink Floyd. El primer senzill de la banda, «Anarchy in the U.K.», fou publicat el 26 de novembre de 1976. El periodista musical John Robb destacà l'impacte del senzill: «Des de la descàrrega d'acords descendents d'obertura de Steve Jones, fins a la veu fantàstica i menyspreadora de Johnny Rotten, aquesta cançó és una sentència perfecta, una peça estupendament potent de la política punk, una decisió d'estil de vida, un manifest que encapçala una nova era». Per Colin Newman, que acabava de cofundar la formació Wire, la cançó era «la trompetada d'una generació».
«Anarchy in the U.K.» no era, tanmateix, el primer senzill de punk britànic. Aquest honor se l'endugué «New Rose» de The Damned. «We Vibrate» de The Vibrators (un grup de pub rock format a principis del 1976 i que s'associava amb el punk) també se'ls avançà, encara que segons Jon Savage «amb els seus cabells llargs i el seu nom lleugerament pujat de to, The Vibrators eren transeünts pel que fa als gustos del punk.» A diferència d'aquestes cançons, que tenien una lletra confortablement dins les tradicions del rock and roll, «Anarchy in the U.K.» enllaçava el punk a una nova visió polititzada. La postura dels Sex Pistols era agreujant, eufòrica i nihilista simultàniament. Els aücs de Rotten de «I am an anti-christ» ('Jo sóc un anticrist') i «Destroy!» ('Destrueix!') ressituaven el rock com a arma ideològica. L'embalatge i promoció visual del senzill també eren innovadors. Reid i McLaren idearen vendre l'enregistrament en una funda totalment negra i sense cap paraula. La imatge principal associada al senzill era un pòster que dissenyà Reid: una bandera del Regne Unit esqueixada i parcialment reconstruïda amb imperdibles, amb el títol de la cançó i el nom de la formació subjectats amb clips al bell mig de la bandera. Aquesta i altres imatges que Reid creà pels Sex Pistols prest esdevingueren icones del punk.
La popularitat nacional dels Sex Pistols es degué tant a la seva música com al seu comportament. L'1 de desembre de 1976 la formació i els membres del Bromley Contingent es publicitaren compareixent en el programa Today de Thames Television, emès en directe les primeres hores de la tarda, com a substituts d'últim minut de la formació Queen. A l'entrevista, Rotten proferí les paraules malsonants «fucking» i «shit». El presentador Bill Grundy, reconegudament tan embriac com els seus entrevistats, flirtejà descaradament amb Siouxsie Sioux, convidant-la a «veure's després». Això instigà una discussió entre Jones i Grundy, a qui Jones titllà de «vell verd», «bastard», «fucker» i «fucking rotter».
[L'incident] Grundy fou la gran línia divisòria en la història dels Sex Pistols. Abans, tot anava de música, però de llavors ençà tot anà de mitjans de comunicació. En certa manera fou el nostre millor moment, però d'altra banda fou l'inici del final... Quant a alguna probabilitat de futur a llarg termini dels Sex Pistols, aquesta acceleració sobtada fou el pitjor que podia haver passat. Encara crec que ens hauríem fet molt grans sense ell, però el procés hauria estat molt més lent i potser menys traumàtic. Suposo que mai fou el nostre destí ser una banda normal que fes uns quants àlbums i després s'apagués. Grundy fou definitivament el punt en què els egos de tothom començaren a créixer –el de McLaren probablement més que cap altre.
Tot i que el programa només s'emetia a Londres, desencadenà un furor que protagonitzà les portades dels tabloides durant dies. El Daily Mirror ho titulà «The Filth and the Fury!» ('La Immundícia i la Fúria!') i d'altres diaris com el Daily Express («Fury at Filthy TV Chat», 'Fúria a una Conversa Immunda de TV') i el Daily Telegraph («4-Letter Words Rock TV», 'Paraules de 4 Lletres a Rock de TV') se sumaren a la tendència. Thames Television suspengué Grundy i, malgrat que després s'hi reincorporàs, l'entrevista enfonsà la seva carrera.
L'incident convertí la formació i el punk en general en temes de conversa recurrents a tot el país. Els Sex Pistols emprengueren l'Anarchy Tour pel Regne Unit, amb el suport de The Clash i The Heartbreakers (una formació novaiorquesa liderada per Johnny Thunders). The Damned també formaren part de la gira breument, fins que McLaren els expulsà. Els mitjans de comunicació se'n feren un ampli ressò i molts dels concerts foren cancel·lats pels organitzadors o les autoritats locals: de devers vint-i-dues actuacions previstes, només se'n celebraren unes set. Al sud de Gal·les s'hi instaurà una campanya mediàtica en contra dels Sex Pistols que originà una protesta a l'exterior d'un concert a Caerphilly, liderada per un pastor pentecostal i un grup de cantaires. Els empaquetadors d'EMI es negaren a preparar el senzill de la formació. Bernard Brook-Partridge, un conservador del Greater London Council i president del comitè d'art, declarà el 1977: «La majoria d'aquests grups millorarien vastament amb la seva mort sobtada. El pitjor dels grups de punk rock ara mateix suposo que són els Sex Pistols. Són increïblement nauseabunds. Són l'antítesi de la humanitat. M'agradaria veure algú cavar un clot molt, molt gran i excessivament profund i llençar-hi el col·lectiu sagnant avall.»
Acabada la gira a finals de desembre, s'arranjaren tres concerts als Països Baixos pel mes de gener de 1977. La formació, amb ressaca, s'embarcà a l'Aeroport de Londres-Heathrow el 4 de gener. Poques hores després, l'Evening News reportava que els membres havien «vomitat i escopit de camí» al vol. Tot i els rotunds desmentiments del representant d'EMI que els acompanyava, el segell rescindí el contracte amb el grup per pressions polítiques. En conseqüència, McLaren començà a considerar ofertes d'altres segells discogràfics. Mentrestant, la formació retornà a l'estudi per una nova tanda d'enregistraments amb Goodman, que resultaria ser l'última tant amb ell com amb Matlock.

### Sid Vicious s'incorpora a la formació

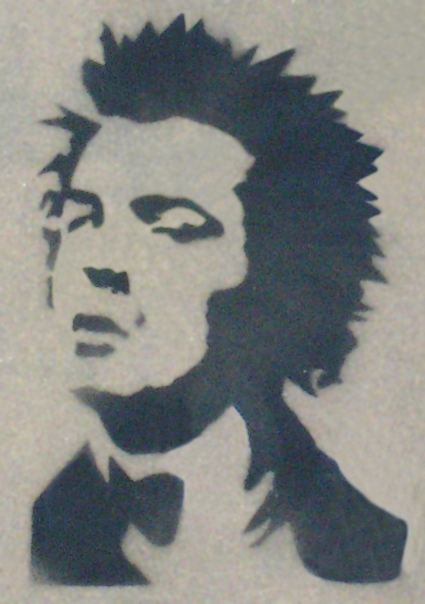
Representació de Sid Vicious

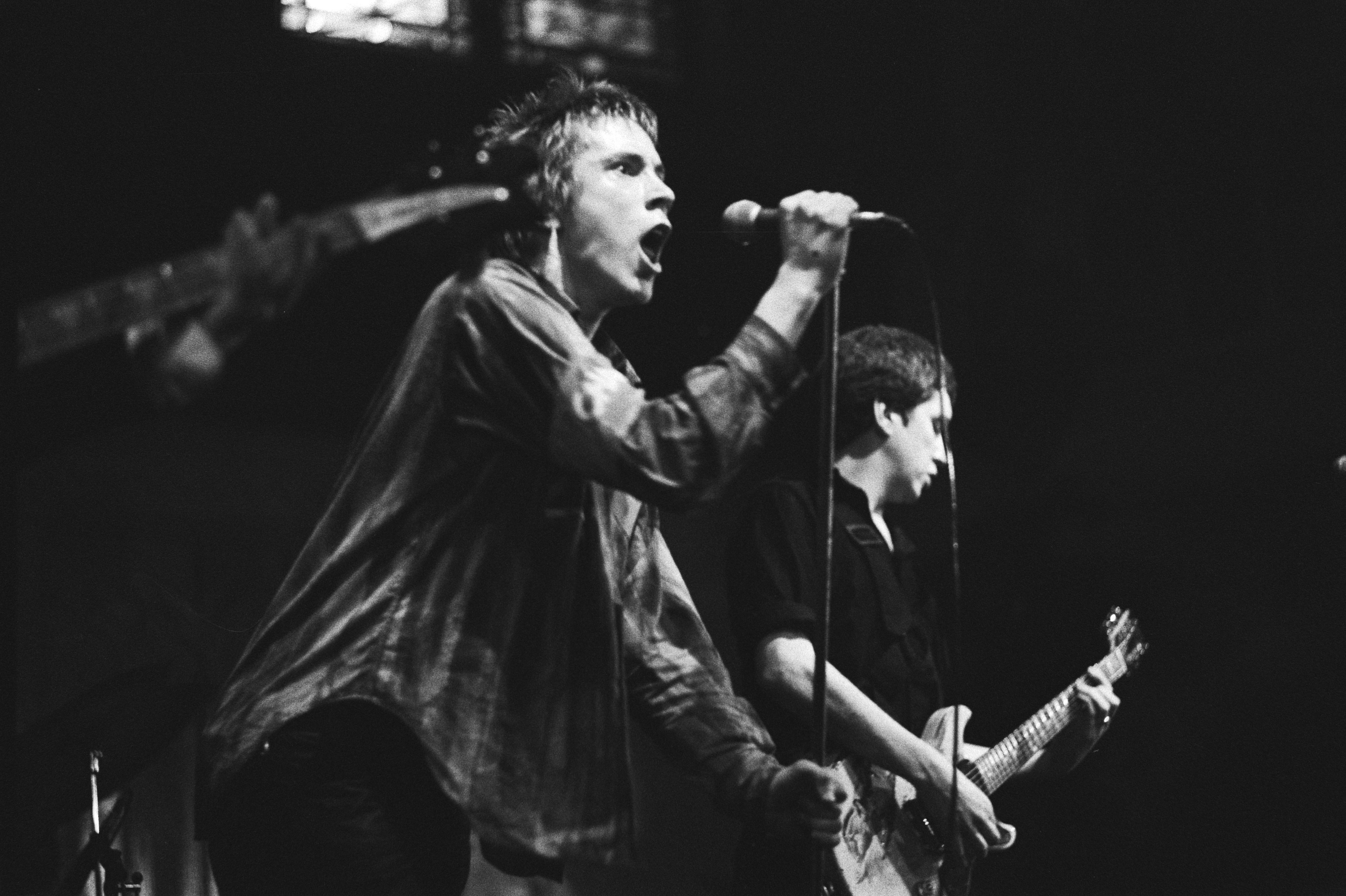
Concert dels Sex Pistols a Paradiso (1977)

El febrer de 1977, s'escampà el rumor que Matlock abandonava els Sex Pistols. El 28 de febrer, McLaren envià un telegrama a NME confirmant l'escissió. Segons ell, Matlock fou expulsat «perquè parlava massa de Paul McCartney i The Beatles, era excessiu». En una entrevista mesos després, Jones reiterà que despatxaren Matlock perquè «li agradaven els Beatles». Jones també s'estengué sobre l'assumpte amb Matlock exposant: «Era un bon compositor però no semblava un Sex Pistol i sempre s'estava netejant els peus. A sa mare no li agradaven les cançons.» Matlock, per part seva, digué a NME que havia abandonat la formació voluntàriament per «mutu acord».
Més endavant Matlock, a la seva autobiografia, reconegué el motiu primordial de la seva partida com la relació cada cop més acrimoniosa amb Rotten, exacerbada per la inflació rampant del seu ego «tan bon punt el seu nom aparegué als diaris» i instigada per McLaren. Lydon aclamaria posteriorment que la raó culminant va ser «God Save the Queen», la cançó bel·ligerant i sardònica prevista com a segon senzill del conjunt: «[Matlock] no podia suportar aquell tipus de lletres. Va dir que ens declarava com a feixistes.» Encara que el cantant no entenia què tenien a veure el feixisme amb un clam antimonàrquic, digué: «Només per desfer-me d'ell, no ho vaig negar.» (Matlock negaria haver-ho dit.) Jon Savage suggereix que Rotten expulsà Matlock per intentar demostrar el seu poder i la seva autonomia respecte McLaren. Matlock creà la seva pròpia banda quasi immediatament després, Rich Kids, juntament amb Midge Ure, Steve New i Rusty Egan.
El substitut de Matlock al baix fou l'amic de Rotten, Sid Vicious, que s'autoproclamava el «seguidor definitiu dels Sex Pistols», tot i que no sabia tocar el baix. Nascut John Simon Ritchie, i més endavant anomenat John Beverley, Vicious havia estat bateria de dos grups de punk pròxims, Siouxsie and the Banshees i The Flowers of Romance. També se l'acredita d'introduir els pogos a l'escena punk, al 100 Club. John Robb afirma que va ser l'11 de maig de 1976, en el primer concert dels Sex Pistols com a residents; d'altra banda, Matlock assegura que va ser a la segona nit del 100 Club Punk Special aquell setembre, quan els Pistols eren a Gal·les. Segons Matlock, Rotten volia Vicious al grup perquè «en lloc d'ell contra Steve i Paul, es convertiria en ell i Sid contra Steve i Paul. Sempre ho va pensar en termes de rivalitat».
Julien Temple, un estudiant de cinema a qui McLaren havia contractat per crear un audiovisual de la formació, hi concorre: «Sid era el protegit de John en el grup, de debò. Els altres dos simplement pensaven que estava boig.» McLaren explicà posteriorment que, rebobinant als inicis de la formació, Vivienne Westwood li havia comentat que havia de fitxar com a cantant «el noi anomenat John que va venir a la botiga un parell de vegades». Quan reclutaren Rotten, Westwood li digué a McLaren que havia «escollit el John equivocat.» Era John Beverley, futur Sid Vicious, a qui es referia Westwood. McLaren donà llum verda a la incorporació tardana de Vicious, que tot i no tenir cap tipus d'experiència amb el baix, tenia la imatge pertinent i reputació en l'escena punk.
Més enllà dels pogos, Vicious havia estat involucrat en un incident notori durant aquella segona nit memorable del 100 Club Punk Special. Vicious fou arrestat per llançar un objecte de vidre contra The Damned, que s'esbocinà i un dels trossos deixà una noia cega d'un ull; això el féu romandre un cert temps en un centre de detenció preventiva i, a la llarga, va contribuir en una prohibició d'entrada imposada pel 100 Club a totes les bandes de punk. En una actuació prèvia al 100 Club, assaltà Nick Kent amb una cadena de bicicleta. De fet, el telegrama de McLaren per l'NME afirmava que la «millor credencial» de Vicious era «haver donat a Nick Kent el que es mereixia des de feia mesos al 100 Club». Segons una descripció posterior de McLaren: «Quan Sid s'incorporà no podia tocar la guitarra però la seva bogeria encaixava amb l'estructura de la formació. Ell era el cavaller d'armadura brillant amb un puny gegant.»
«Tothom estava d'acord que tenia l'aspecte», Lydon recordà més endavant, encara que l'habilitat musical era un assumpte totalment diferent. «Els primers assajos, el març de 1977, foren infernals. Sid ho intentava de valent i assajava un munt.» Marco Pirroni, que havia compartit escenari amb Vicious a Siouxsie and the Banshees, digué posteriorment: «Després d'allò, ja no va tenir res a veure amb la música. Seria simplement amb el sensacionalisme i l'escàndol de tot. Llavors es va convertir en la història de Malcolm McLaren».
Formar part dels Sex Pistols tengué un efecte progressivament destructiu en Vicious. Com Lydon observà més endavant: «En aquell temps, Sid era absolutament infantil. Tot era divertit i rialler. De sobte era una gran estrella del pop. Estrella del pop significava premsa, una bona probabilitat de ser reconegut a tots els llocs adequats, adoració. Això és tot el que significava per Sid.» Westwood ja li havia anat proporcionant material, com un tom sobre el criminal Charles Manson, segurament per encoratjar els seus pitjors instints. A principis de 1977 conegué Nancy Spungen, una drogoaddicta emocionalment pertorbada que de vegades exercia com a prostituta a Nova York. Habitualment s'atribueix a Spungen la responsabilitat d'introduir Vicious a l'heroïna. La codependència emocional entre ambdós alienà Vicious de la resta de membres de la formació. Lydon escrigué posteriorment: «Vam fer de tot per desfer-nos de Nancy. L'estava matant. Estava absolutament convençut que aquesta noia estava en una lenta missió suïcida. No només volia anar-se'n tota sola. Volia emportar-se en Sid amb ella. Era completament fotuda i malvada». A The Filth and the Fury, Lydon també admet que es penedeix d'haver-los presentat.

### «God Save the Queen»
El 10 de març de 1977, en una cerimònia de premsa a l'exterior del Buckingham Palace, els Sex Pistols signaren públicament un contracte amb A&M Records (el vertader acord s'havia assolit el dia anterior). Seguidament, intoxicats, assistiren a les oficines d'A&M. Vicious trencà la tassa d'un vàter i es féu un tall al peu (no és clar què ocorregué primer). Mentre Vicious espargia sang per les oficines, Rotten abusà verbalment del personal i Jones s'enjogassà al lavabo de dones. Un parell de dies després, els Sex Pistols es barallaren amb una altra formació a un club quan un dels amics de Rotten amenaçà de mort una amistat propera del director de l'A&M anglesa. El 16 de març, A&M rescindí el contracte amb els Sex Pistols, set dies després de signar-lo. Les vint-i-cinc mil còpies de «God Save the Queen», produïdes per Chris Thomas, ja s'havien imprès però mai no sortiren a la llum.
Vicious debutà amb la formació al Notre Dame Hall de Londres el 28 de març. El maig, la formació signà un nou contracte amb Virgin Records, el seu tercer segell discogràfic en poc més de mig any. Quan Virgin ja estava a punt per publicar «God Save the Queen», una sèrie de contratemps n'obstaculitzaren la publicació. Els treballadors de la planta protestaren en contra del contingut antimonàrquic del senzill, negant-se a produir-lo. L'ara famosa portada dissenyada per Jamie Reid, que mostra una imatge de la reina Elisabet II tapada pel nom de la cançó i de la formació, ofengué els fabricants de la funda. Després de molta xerrameca, la producció es reprengué i l'enregistrament fou finalment publicat el 27 de maig.

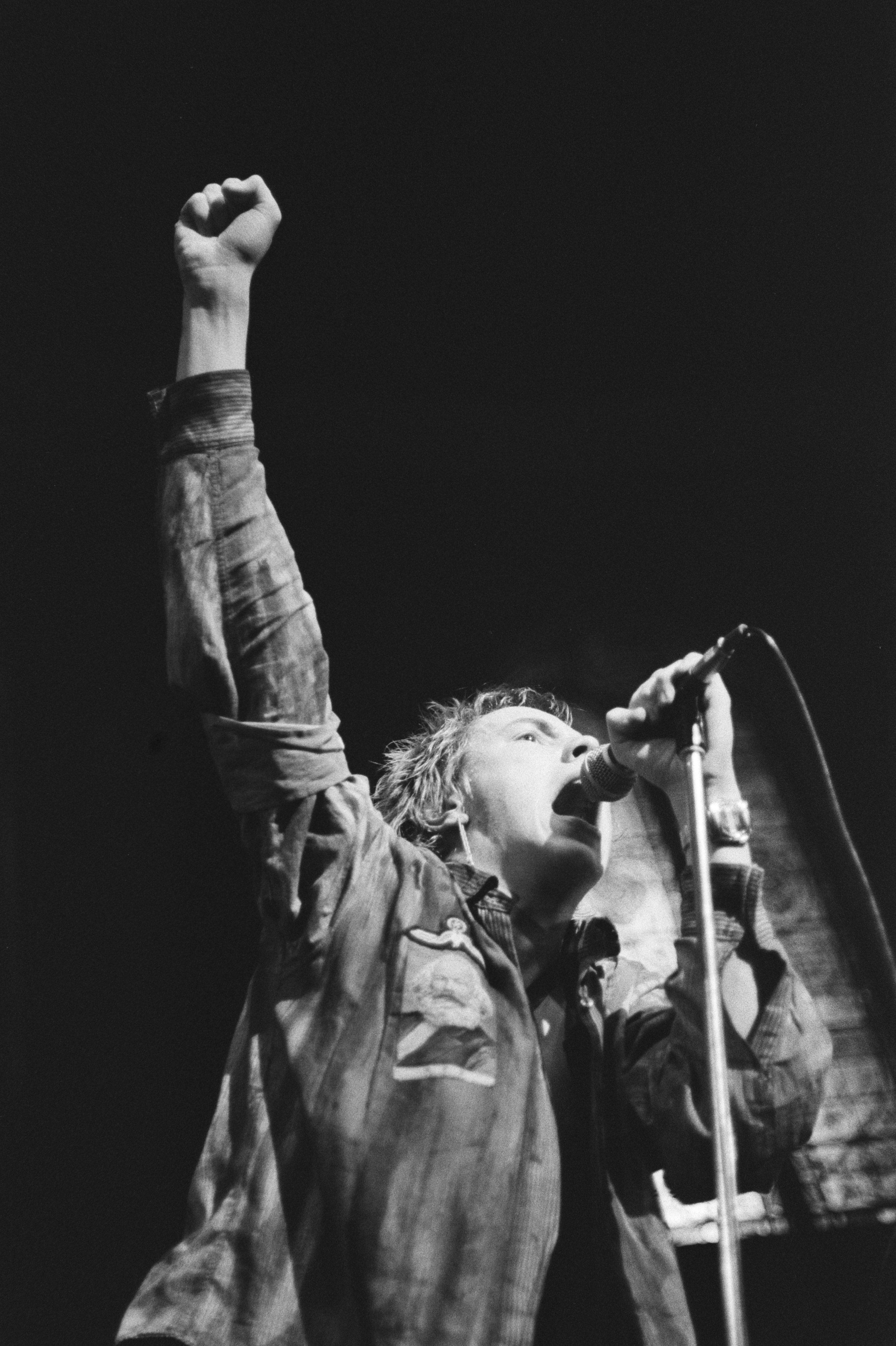
Johnny Rotten a l'escenari

La lletra escabrosa de la cançó, «God save the Queen/She ain't no human being/There is no future/In England's dreaming» ('Déu salvi la Reina/No és un ésser humà/No hi ha futur/En el somni d'Anglaterra'), aixecà una àmplia controvèrsia. Múltiples botigues de discos es negaren a comercialitzar el senzill. La BBC, juntament amb totes les freqüències de ràdio independents, la censurà, convertint-la en l'«enregistrament més durament censurat de la història britànica». Rotten ostentà: «Som l'única formació honesta que hi ha hagut en aquest planeta en devers dos mil milions d'anys.» Jones, ometent el contingut de la cançó (o bé portant el sarcasme a l'extrem), va assenyalar: «No veig com algú ens podria descriure com una formació política. Jo ni tan sols sé el nom del Primer Ministre.» Avui en dia, «God Save the Queen» i el seu impacte públic es recorden com la «coronació de glòria del punk».
La publicació del senzill estava col·locada estratègicament per què coincidís amb el 25è aniversari de la pujada de la reina al tron britànic (el Jubileu de Plata). Durant la celebració, una setmana i mitja després del llançament del senzill, ja se n'havien venut més de 150.000 còpies en el que era un èxit aclaparador. El 7 de juny, McLaren i el segell discogràfic reservaren conjuntament un bot privat, amb la intenció de fer-lo navegar riu Tàmesi avall mentre els Sex Pistols hi actuaven a sobre, vorejant Westminster i la seu del Parlament. L'esdeveniment, que pretenia fer una burla de la processó aquàtica de la Reina planejada per dos dies després, desfermà un caos. Llanxes de la policia forçaren la nau a atracar i l'encerclaren. Els membres de la formació es pogueren escapar per una escalinata lateral amb els seus instruments, però McLaren, Westwood i gran part del seguici de la formació foren arrestats.
A la setmana de la celebració, el Daily Mirror predigué que «God Save the Queen» culminaria el número u de la llista d'èxits britànica oficial. Al final assolí la segona posició, darrere un senzill de Rod Stewart que encapçalava la llista per quarta setmana consecutiva. Molts especularen que en realitat la cançó dels Sex Pistols havia destronat la de Rod Stewart, però que la llista s'havia esbiaixat a fi de prevenir l'espectacle. McLaren posteriorment afirmà que des de CBS Records, que distribuïa els dos senzills, li havien comunicat personalment que de fet les vendes dels Pistols duplicaven les de Stewart. Hi ha proves que a l'Institut Fonogràfic Britànic, que s'encarregava de revisar la llista, li arribà una directriu excepcional que l'instava a ometre les vendes de botigues operades per certs segells discogràfics (com ara Virgin), només durant una setmana.
Com a efecte col·lateral, proliferà la violència envers els aficionats al punk. A mitjan juny, una colla armada amb ganivets assaltaren el mateix Rotten a l'exterior del pub Pegasus a Islington, danyant-li els tendons de la mà esquerra. Tres dies després, Rotten fou atacat de nou. Jamie Reid i Paul Cook també foren agredits en altres incidents. Hi havia preparada una gira per Escandinàvia per començar a finals d'aquell mes, però s'ajornà fins a mitjan juliol per aquest motiu. En una entrevista, Rotten respongué sobre el furor que envoltava la formació: «No ho entenc. L'únic que intentam fer es destruir-ho tot.» A finals d'agost s'inicià SPOTS (Sex Pistols On Tour Secretly, 'Sex Pistols de gira secretament'), una gira clandestina pel Regne Unit en què la formació utilitzava un pseudònim per evitar la cancel·lació dels espectacles.
Feia bastant de temps que McLaren havia volgut fer una pel·lícula amb els Sex Pistols. La primera gran tasca de Julien Temple va ser muntar Sex Pistols Number 1, un mosaic d'imatges de la formació de vint-i-cinc minuts de durada. La major part de les imatges les va gravar Temple directament des del televisor. El vídeo sovint es projectava mentre els Pistols es preparaven per pujar l'escenari. Temple va crear un altre curtmetratge propagandístic, Jubilee Riverboat (també anomenat Sex Pistols Number 2), a partir de les imatges emeses pels mitjans de comunicació de l'incident del Tàmesi. L'estiu del 1977, McLaren havia estat fent els preparatius per la pel·lícula Who Killed Bambi?, que havia de ser dirigida per Russ Meyer a partir d'un guió de Roger Ebert. Després d'un sol dia de rodatge, l'11 de setembre, la producció cessà quan es feu palès que McLaren no havia arranjat el finançament. A The Filth and the Fury, es desvela que la primera actuació de Sting va ser a la pel·lícula.

### Never Mind the Bollocks

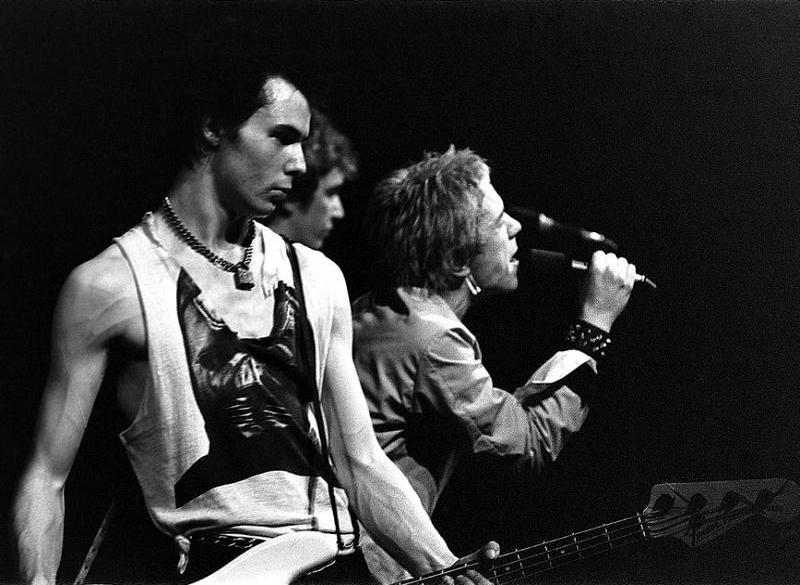
Els Sex Pistols (Sid Vicious a l'esquerra, Steve Jones al centre i Johnny Rotten a la dreta) actuant a Trondheim el 1977

D'ençà de la primavera del 1977, els tres Sex Pistols veterans s'anaren reunint periòdicament a l'estudi amb Chris Thomas per preparar les pistes de l'àlbum debut de la formació. Inicialment s'havia de titular God Save Sex Pistols, però a l'estiu es decidí canviar-ne el nom per Never Mind the Bollocks. Segons Jones, «Sid volia venir i tocar per l'àlbum i nosaltres intentàvem tant com era possible que no s'apropés a l'estudi. Per sort tenia hepatitis en aquells temps.» Cook explicà més endavant la quantitat de pistes instrumentals que es construïren a partir de la bateria i la guitarra, en lloc de les parts de baix i bateria com és habitual.
La incompetència de Vicious els va empènyer a convidar Matlock com a músic d'estudi. En la seva autobiografia Matlock explica que encara que va afirmar que els ajudaria, quan McLaren envià aquell telegrama a NME dient que l'havien despatxat perquè li agradaven els Beatles va tallar tots els vincles i que només apareix a les cançons prèviament enregistrades com a senzills i cares B. No obstant això, segons Jon Savage, Matlock va assistir a la que ell defineix com a «sessió d'audició» el 3 de març, per la qual el contractaren. A la seva autobiografia Lydon assegura que Matlock va tocar contractat pel seu exgrup múltiples vegades, més de les que cita qualsevol altra font, possiblement per sufocar-lo: «Crec que jo em voldria morir abans que fer una cosa com aquesta». En contrast, l'historiador musical David Howard afirma fermament que Matlock no va participar en cap de les sessions d'enregistrament de Never Mind the Bollocks.
Jones acabà enregistrant la major part del baix que apareix a Bollocks. Howard critica el so rudimentari del baix i el dictamina com «l'ingredient explosiu que falta» a la música dels Sex Pistols. El baix de Vicious només apareix a una pista de l'àlbum original, «Bodies». Jones explica: «Ell va tocar la seva part petanera de baix i nosaltres simplement vam deixar fer-li. Quan se n'anà vaig gravar una altra part a sobre, deixant la de Sid a volum baix. Crec que pot ser lleugerament audible a la pista». Es publicaren dos senzills més després de «God Save the Queen»: «Pretty Vacant» (escrita sobretot per Matlock), l'1 de juliol, i «Holidays in the Sun», el 14 d'octubre. Ambdós entraren al Top 10 d'èxits.

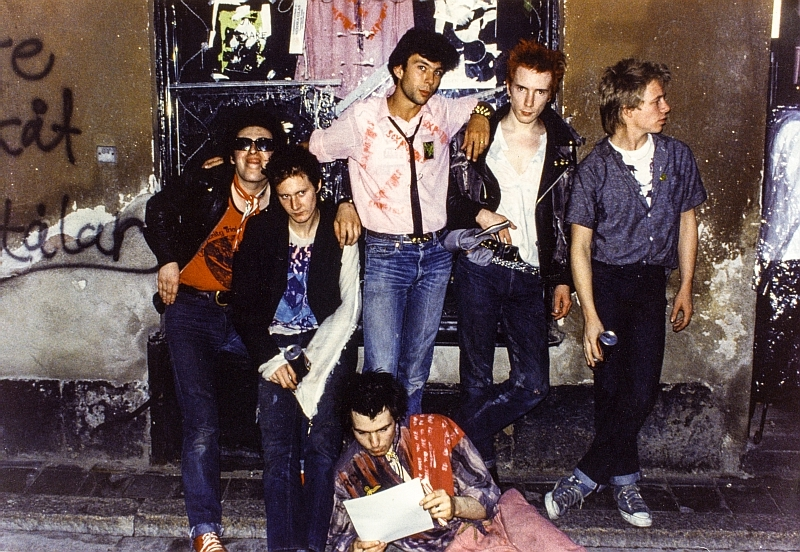
Thomas Dellert i els Sex Pistols, 1977

El 28 d'octubre de 1977 es publicà Never Mind the Bollocks, Here's the Sex Pistols, que incloïa «Anarchy in the U.K.» i un altre enregistrament primerenc, «No Feelings». Rolling Stone alabà l'àlbum com «bàsicament l'enregistrament de rock & roll més emocionant dels setanta», aplaudint la formació per tocar «amb unes energia i convicció que són positivament transcendents en la seva bogeria i febre». D'altres crítics, emperò, es molestaren pel fet que l'àlbum inclogués els quatre senzills ja publicats fins llavors i el citaren com tan sols una mica més que un disc de «millors èxits».
L'àlbum tampoc estigué exempt de polèmica. A «Bodies», Rotten profereix la paraula «fuck» sis vegades i al títol del disc hi apareix la paraula malsonant «bollocks» («collons»). Això sumat a la presència de la cançó prèviament censurada «God Save the Queen», entre d'altres, feu que Boots, W. H. Smith i Woolworth's censurassin l'àlbum. El Ministre a l'ombra d'Educació, del Partit Conservador, va condemnar l'àlbum citant-lo com «un símptoma de com la societat està decaient» i tant l'Associació de Companyies de Televisió Independent com l'Associació de Contractors de Ràdio Independents prohibiren anunciar-lo. De tota manera, va convertir-se en un número u innegable a les llistes de vendes.
El títol del disc va ocasionar un tràmit legal que va atreure una considerable atenció: una botiga de Virgin Records a Nottingham que posà l'àlbum a l'aparador fou amenaçada de persecució per mostrar «material imprès indecent». El cas es va tancar quan un expert peticionat pel Queen's Counsel John Mortimer va establir que «bollocks» era un mot de l'anglès antic que volia dir «bola petita», que apareixia a la toponímia sense tenir cap connotació eròtica ni sexual per a les comunitats locals i que al segle xix s'emprava com a sobrenom dels clergues: «Els clergues són coneguts per dir un gran nombre de bajanades i per això la paraula posteriorment passà a tenir el significat de parida». En el context de l'àlbum dels Sex Pistols, el terme vol dir primàriament «parida». Steve Jones va idear el títol del disc de forma involuntària; quan la formació en discutia el nom, Jones exclamà: «Oh, fuck it, never mind the bollocks of it all.»
Després d'unes quantes actuacions als Països Baixos (el començament d'una prevista gira internacional) la formació arranjà una gira pel Regne Unit, Never Mind the Bans, pel desembre de 1977. De vuit dates previstes se'n cancel·laren quatre per malaltia o pressió política. Els Sex Pistols tocaren al Pavelló Cromer Links de Norfolk la nit de Nadal de 1977, després de prometre que l'actuació acabaria d'hora i que no s'hi pronunciarien obscenitats. Els tiquets es posaren a la venda al cinema local Regal al preu de 1,75£. El dia de Nadal tocaren dos cops a Ivanhoe's, a Huddersfield. Abans d'un concert regular aquell vespre, el grup feu una actuació benèfica diürna pels fills dels «bombers en vaga, treballadors acomiadats i famílies monoparentals». Aquestes resultarien ser els últims concerts del grup al seu país natal.

### Gira pels Estats Units i ruptura
| Data       | Ciutat                    | Recinte                    |
| ---------- | ------------------------- | -------------------------- |
| 28/12/1977 | Homestead, Pennsilvània   | Leona Theatre              |
| 31/12/1977 | Chicago, Illinois         | Ivanhoe Theatre            |
| 01/01/1978 | Cleveland, Ohio           | The Agora                  |
| 03/01/1978 | Alexandria, Virgínia      | Alexandria Roller Rink     |
| 05/01/1978 | Atlanta, Geòrgia          | Great Southeast Music Hall |
| 06/01/1978 | Memphis, Tennessee        | Taliesyn Ballroom          |
| 08/01/1978 | San Antonio, Texas        | Randy's Rodeo              |
| 09/01/1978 | Baton Rouge, Louisiana    | Kingfish Club              |
| 10/01/1978 | Dallas, Texas             | Longhorn Ballroom          |
| 12/01/1978 | Tulsa, Oklahoma           | Cain's Ballroom            |
| 14/01/1978 | San Francisco, Califòrnia | Winterland Ballroom        |

El gener de 1978, els Sex Pistols s'embarcaren cap a una gira pels Estats Units, sobretot pel sud profund del país. En principi estava prevista de començar uns dies abans de Cap d'Any, però es va retardar perquè les autoritats nord-americanes no estaven del tot disposades a proporcionar visats als membres de la formació amb antecedents criminals. En conseqüència es cancel·laren alguns concerts prevists pel nord. Malgrat com d'anticipada estava la gira, aquesta es caracteritzà per bregues internes, mala planificació i públics bel·ligerants. McLaren admeté posteriorment que planificà concerts a locals rednecks a posta per provocar situacions hostils. Al cap de dues setmanes Vicious, amb una forta addició a l'heroïna, començà a estar a l'altura de la seva fama sobre els escenaris. «Finalment tenia una audiència de gent que es comportaria amb impacte i terror», escrigué Lydon més endavant, «Sid es deixà guiar fàcilment per l'olfacte.»
A principis de la gira, Vicious marxà del seu hotel de Memphis a la recerca de drogues. Se'l trobà a un hospital amb les paraules «Gimme a fix» («Dona'm una solució», argot per demanar drogues) escrites al tors amb un permanent. En un concert a San Antonio, Vicious titllà el públic de «colla de marietes» i tot seguit colpejà un dels assistents a la cara amb el seu baix elèctric. A Baton Rouge una noia del públic simulà fer-li una fel·lació i ell declarà que «aquest és el tipus de noia que m'agrada». A Dallas, marcat per l'abstinència d'heroïna, escopí sang a una dona que s'enfilà a l'escenari i li etzibà un cop de puny a la cara. Aquell mateix vespre fou ingressat a l'hospital per ser tractat de diverses ferides. Fora d'escena, es diu que cocejà una fotògrafa, atacà un guarda de seguretat i reptà un dels seus propis guardaespatlles a lluitar.
Mentrestant, Rotten, que tenia la grip i tossia sang, se sentia cada vegada més aïllat de Cook i Jones i repugnat per Vicious. El 14 de gener de 1978, durant l'última actuació al Winterland Ballroom a San Francisco, un Rotten desil·lusionat introduí la formació dient: «Tendreu una cançó i sols una cançó perquè sóc un bastard mandrós.» La peça en qüestió fou «No Fun», una versió de The Stooges. Al final de la cançó, Rotten, de genolls damunt l'escenari, exclamà: «Això no és divertit. No és divertit. Això no és divertit, de cap manera. No és divertit». Així com el so dels címbals s'anava apagant, Rotten s'adreçà directament al públic: «Ah-ha-ha. Heu tengut mai la sensació que us han enganyat? Bona nit», i tot seguit llençà el micròfon i baixà del cadafal. Després observà: «Em vaig sentir enganyat i no volia seguir-hi més temps; era una farsa ridícula. Sid estava completament fora de seny, només era un malbaratament d'espai. Tot allò era una broma en aquell punt... [Malcolm] no em parlava. No discutia res amb mi. Però després es girava i deia a Paul i Steve que la tensió era tota culpa meva perquè no estava d'acord en res».
El 17 de gener la formació es separà. McLaren, Cook i Jones partiren cap a Rio de Janeiro de vacances. Un amic de Vicious, el qual estava cada vegada en pitjor forma, se l'emportà a Los Angeles i després a Nova York, on fou immediatament hospitalitzat. Rotten descrigué després la seva situació: «Els Sex Pistols em deixaren, encallat a Los Angeles sense bitllet, sense habitació d'hotel i amb un missatge per la Warner Bros dient que si algú trucava afirmant ser Johnny Rotten, estava mentint. Així es com vaig acabar amb Malcolm, però no amb la resta de la formació, ells sempre m'agradaran.» Rotten volà a Nova York, on anuncià la ruptura de la formació en una entrevista a un diari el 18 de gener. Virtualment en bancarrota, trucà el cap de Virgin Records, Richard Branson, que acordà pagar-li un bitllet de tornada a Londres amb escala a Jamaica. A Jamaica, Branson es reuní amb els membres de la formació Devo i intentà col·locar-hi Rotten com a vocalista principal, però aquests declinaren l'oferta.
Cook, Jones i Vicious no tornaren a actuar junts després de la partida de Rotten. En els mesos vinents, McLaren arranjà enregistraments a Brasil (amb Jones i Cook), París (amb Vicious) i Londres. Els tres prengueren torns com a vocalistes principals en pistes que sovint eren molt distants del so punk. Aquests enregistraments tenien com a finalitat ser la banda sonora de la pel·lícula en projecte dels Pistols, amb Julian Temple de director, a qui McLaren admirava. El 30 de juny es publicà un senzill acreditat als Sex Pistols: en una cara el criminal notori Ronnie Biggs cantà «No One Is Innocent» acompanyat de Jones i Cook i a l'altra Vicious cantà el clàssic «My Way» amb Jones i Cook fent segones veus i una orquestra de corda de fons. El senzill assolí la setena posició a les llistes, eventualment superant les vendes dels senzills fets amb Rotten. McLaren buscava reconstruir el grup amb un nou líder perenne, però Vicious, que era la seva opció principal, n'estava cansat. A canvi d'enregistrar «My Way», Vicious exigí a McLaren firmar un document en què declarava que ja no era el seu mànager. A l'agost Vicious tornà a Londres i oferí les seves actuacions finals com a teòric Sex Pistol, enregistrant i filmant versions de «Something Else» d'Eddie Cochran i «My Way» de Sinatra. El retorn del baixista a Nova York el setembre posà punt final al somni de McLaren de reunir el grup.

### Després de la ruptura
Després d'abandonar els Sex Pistols, Johnny Rotten revertí el seu cognom a Lydon i formà Public Image Ltd. (PiL) amb l'ex-membre de The Clash Keith Levene i el seu amic de l'escola Jah Wobble. El seu primer senzill, «Public Image» (1978), assolí el Top 10 del Regne Unit. Lydon inicià processos legals contra McLaren i la companyia que gestionava els Sex Pistols, Glitterbest, controlada per McLaren. Entre les acusacions hi havia el no pagament de regalies, l'ús impropi del títol «Johnny Rotten», obligacions contractuals injustes i danys per «totes les activitats criminals que tengueren lloc». El 1979 PiL enregistrà l'àlbum clàssic de post-punk Metal Box. Lydon actuà amb la formació fins al 1992 i participà en altres projectes com Time Zone amb Afrika Bambaataa i Bill Laswell.
Vicious es mudà a Nova York i començà a actuar com a artista en solitari, amb Spungen com a mànager. Enregistrà un àlbum en directe, amb l'acompanyament de «The Idols» entre els quals hi havia Arthur Kane i Jerry Nolan dels New York Dolls; Sid Sings es publicà pòstumament el 1979. El 12 d'octubre de 1978 Spungen aparegué morta a l'habitació de l'Hotel Chelsea que compartia amb Vicious, amb una ferida de punyal a l'estómac i vestida només amb roba interior. La policia requisà la parafernàlia de drogues de l'escena i Vicious fou arrestat i acusat d'assassinar-la. En una entrevista coetània, McLaren digué: «No em puc creure que estigués involucrat en una cosa així. Sid es casà amb Nancy a Nova York. Era molt pròxim a ella i tengué un afer prou apassionat amb ella». A més de Vicious, el narcotraficant i actor ocasional Rockets Redglare també s'ha pres en consideració com a possible assassí de Spungen.
En llibertat sota fiança, Vicious esclatà una gerra de cervesa a la cara de Todd Smith, el germà de Patti Smith, i fou arrestat de nou. El 9 de desembre de 1978 se l'envià a la presó de Rikers Island, on romangué 55 dies i fou subjecte d'una desintoxicació abrupta i forçosa. L'1 de febrer de 1979 fou posat en llibertat. Poc després de la mitjanit, després d'una petita festa per celebrar el seu alliberament, Vicious morí d'una sobredosi d'heroïna als 21 anys. Lydon comentà l'afer: «Pobre Sid. L'única manera amb què podia fer cert tot allò que volia que tothom es cregués sobre ell era morir. Això fou tràgic, però més per Sid que per ningú altre. Realment comprà la seva imatge pública».
El 7 de febrer de 1979, cinc dies després de la mort de Vicious, es començaren a sentir rumors a Londres del plet que movia Lydon. En un principi Cook i Jones donaren suport a McLaren, però així com s'anaren destapant proves que el mànager havia fos pràcticament tots els ingressos del grup en el seu projecte de la pel·lícula, aquests canviaren de bàndol. El 14 de febrer, el jurat posà la pel·lícula i la seva banda sonora en suspensió de pagaments, ja fora del control de McLaren, es podien administrar com a béns explotables per adreçar les demandes financeres dels membres de la formació. McLaren, amb substanciosos deutes i minutes legals, viatjà a París per signar un acord per l'elaboració d'un elapé de cançons clàssiques, incloent «Non, je ne regrette rien». Un mes després, de nou a Londres, es va dissociar de la pel·lícula en la qual havia invertit tants recursos. McLaren passà a ser mànager de les bandes Adam and the Ants i Bow Wow Wow. A mitjan anys 80 publicà un seguit d'exitosos i influents treballs en solitari, incloent el primer senzill de hip-hop en aparèixer a les llistes britàniques, «Buffalo Gals».
The Great Rock 'n' Roll Swindle, àlbum de la banda sonora de la pel·lícula llavors encara incompleta, fou publicat el 24 de febrer de 1979. Conté principalment pistes acreditades als Sex Pistols: hi ha els nous enregistraments cantats per Jones, Vicious, Cook, Ronnie Biggs i Edward Tudor-Pole, aquest darrer considerat com a substitut permanent de Rotten per un breu període. McLaren també agafa el micròfon en unes quantes cançons. Diverses pistes inclouen la veu de Rotten, extreta de sessions prèvies i inèdites, en alguns casos amb les veus de fons de Jones i Cook enregistrades de nou. Hi ha un fragment extret de l'últim directe del grup a San Francisco. Un parell de clàssics dels Sex Pistols versionats per altres artistes arrodoneixen el disc.
Quatre senzills de Swindle assoliren el Top 10, un més que en el cas de Never Mind the Bollocks: «No One Is Innocent»/«My Way», en setena posició a la llista de senzills britànica; la versió de Vicious de «Something Else» d'Eddie Cochran, que culminà la tercera posició i és el senzill més venut sota el segell dels Sex Pistols; «Silly Thing», cançó original cantada per Jones que assolí el número 6; i una altra versió de Cochran a càrrec de Vicious, «C'mon Everybody», també en tercer lloc a la llista. Dos senzills més de la banda sonora es publicaren amb la marca dels Pistols: «The Great Rock 'n' Roll Swindle», cantada per Tudor-Pole, entre d'altres, i una gravació cantada per Rotten de «(I'm Not Your) Steppin' Stone» del 1976; ambdós quedaren a prop del Top 20. El 21 de novembre de 1980, Virgin publicà els darrers enregistraments d'estudi atribuïts als Sex Pistols: «Black Leather» i «Here We Go Again», enregistrats per Jones i Cook durant les sessions de Swindle a mitjan 1978, aparellats en un vinil de 7 polzades i comercialitzats juntament amb cinc vinils més amb material prèviament publicat, sota el nom de Sex Pack.
Temple completà la pel·lícula dels Sex Pistols i en rebé tot el crèdit, ja que McLaren havia esborrat el seu nom de la producció. Finalment publicada el 1980, The Great Rock 'n' Roll Swindle reflecteix la visió de McLaren. És una reconstrucció fictícia i parcialment animada de la història del grup i la seva repercussió amb McLaren com a personatge principal, Jones com a segon protagonista i contribucions de Vicious (incloent la seva memorable execució de «My Way») i Cook. Incorpora vídeos promocionals gravats per «God Save the Queen» i «Pretty Vacant» i moltes imatges del documental, la majoria centrades en Rotten. Segons Temple, McLaren i ell la conceberen com a «molt estilitzada i polèmica». Reaccionaven al fet que els Sex Pistols s'haguessin convertit en el «pòster a la paret de l'habitació davant el qual t'agenolles de nit i reses al teu déu del rock. I aquest mai no fou l'objectiu. El mite s'havia de dinamitar d'alguna manera. Haguérem de fer aquesta pel·lícula d'una manera que enrabiés els fans». A la pel·lícula, McLaren assegura haver creat la formació des de zero i construït la seva notòria reputació: la vaga narrativa avança amb McLaren ensenyant una sèrie de «lliçons» a ser apreses d'«una invenció meva anomenada punk rock».
Cook i Jones continuaren treballant com a actors convidats i músics de sessió. El 1980 formaren The Professionals, que durà dos anys. Després, Jones passà a tocar amb els grups Chequered Past i Neurotic Outsiders. També enregistrà dos àlbums en solitari, Mercy i Fire and Gasoline. Actualment resident a Los Angeles, hosteja un programa de ràdio diari anomenat Jonesy's Jukebox. Cook, per altra banda, a finals dels 1980 tocà amb Chiefs of Relief i als anys 1990 amb Edwyn Collins, avui en dia és membre de Man Raze. Després de la separació de The Rich Kids el 1979, Matlock tocà amb diverses bandes, anà de gira amb Iggy Pop i enregistrà diversos àlbums d'estudi en solitari. Actualment és membre de Slinky Vagabond.
El 1979 la decisió judicial deixà molts assumptes sense resoldre entre Lydon i McLaren. Cinc anys després, Lydon es querellà de nou. Finalment, el 16 de gener de 1986, Lydon, Jones, Cook i els hereus de Sid Vicious reberen en propietat l'herència de la formació, incloent els drets de The Great Rock 'n' Roll Swindle i totes les imatges rodades per ella –més de 250 hores. Aquell mateix any es publicà una pel·lícula sobre la relació entre Vicious i Spungen: Sid and Nancy, dirigida per Alex Cox. En la seva autobiografia, Lydon carrega contra el metratge, afirmant que «celebra l'addició a l'heroïna», «humilia la vida» de Vicious i tergiversa el paper dels Sex Pistols en el panorama punk londinenc. Tot i alabar Gary Oldman en el seu paper com a Vicious, Lydon sent que Oldman només capturà «la persona de l'escenari i no la persona real.»

### Reunions i posteriors activitats de grup

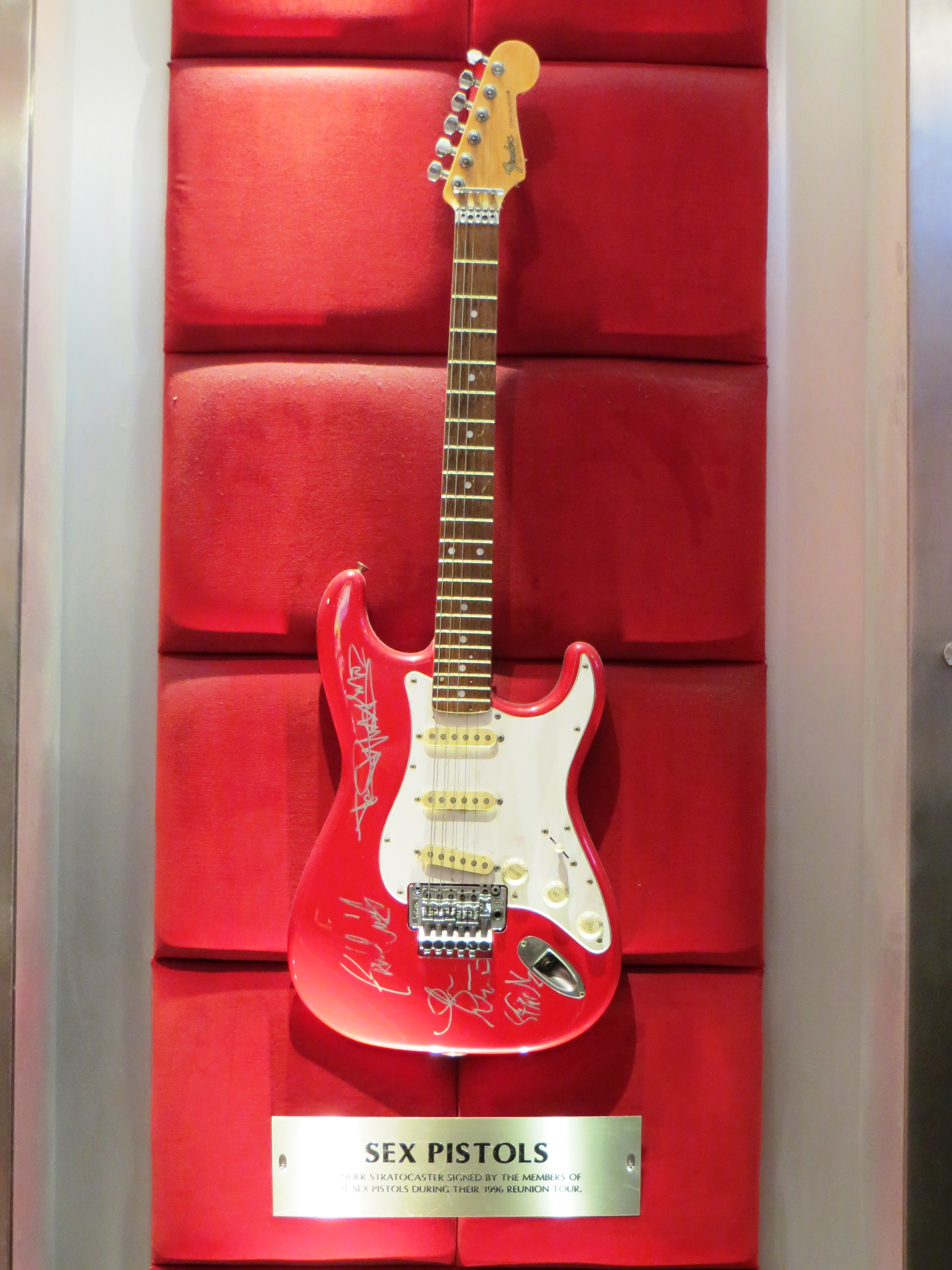
Una Fender Stratocaster signada pels Sex Pistols durant la seva gira de reunió del 1996, al Hard Rock Cafe de Londres

Els quatre Sex Pistols originals es reuniren el 1996 pel Filthy Lucre Tour, gira de sis mesos amb dates a Europa, les Amèriques, Nova Zelanda, Austràlia i el Japó. L'accés que tenien els membres als arxius de The Great Rock 'n' Roll Swindle va facilitar la producció del documental del 2000 The Filth and the Fury. Aquesta pel·lícula, també dirigida per Temple, era l'intent d'explicar la història des del punt de vista de la formació, en contrast amb l'èmfasi a McLaren i als mitjans que donava la seva predecessora. El 2002, coincidint amb el 50è aniversari de la pujada al tron d'Elisabet II, els Sex Pistols es reuniren de nou per tocar al Crystal Palace National Sports Centre de Londres. El 2003, el Piss Off Tour els portà a Nord-amèrica durant tres setmanes.
El 9 de març del 2006, la formació va vendre els drets del seu catàleg a Universal Music Group. Alguns analistes criticaren que la formació s'hagués «venut». El novembre de 2006, els Sex Pistols foren introduïts al Rock and Roll Hall of Fame, tant Vicious com els quatre membres originals. El grup va rebutjar el convit amb una nota obscena al seu web, titllant el museu de «taca de pixum». En una entrevista a la televisió, Lydon va cridar «Besa'm això!» referint-se al Hall of Fame fent un gest groller. Jones comentà: «Quan et volen posar en un museu, el rock & roll s'ha acabat; no ho voten els fans, ho vota la gent que t'hi introdueix, o altres; gent que ja hi està».
Els Sex Pistols es reuniren de nou per a cinc actuacions al Regne Unit l'any 2007. El 2008, van aparèixer a diversos festivals europeus en una gira anomenada Combine Harvester Tour. L'agost, després d'actuar al festival neerlandès A Campingflight to Lowlands Paradise, el director del Lowlands, Eric van Eerdenburg, va titllar de «trista» la seva actuació: «Van abandonar les seves piscines a casa només per fer diners. Realment, no feren res més que això.» Aquell mateix any, publicaren el DVD There'll Always Be An England, enregistrat en la seva aparició a la Brixton Academy el 10 de novembre de 2007. El 2010, Fragrance and Beauty Limited anunciaren la comercialització d'un perfum autoritzat dels Sex Pistols. Segons la marca de cosmètics, «la fragància exsuda pura energia, reduïda a la mínima expressió i potenciada per cuir, impregnada d'heliotrop i retornada a la terra amb un patxulí atrevit.» El 2012, la formació va signar amb Universal Music Group la reedició de Never Mind the Bollocks.

## Llegat

### Impacte cultural
Els Sex Pistols són considerats com una de les formacions més impactants i rupturistes de la història de la música popular. L'entrada sobre els Sex Pistols a la Trouser Press Record Guide remarca que «la seva importància –tant en la direcció de la música contemporània com en la cultura popular en general– difícilment pot exagerar-se». La Rolling Stone ha argumentat que la formació, «en directa oposició amb l'estrellat i la complaença» del rock de mitjan anys 70, aparegué per encendre i personificar «un dels pocs moment veritablement crítics de la cultura popular: l'ascens del punk.» El 2004, la revistà situà els Sex Pistols en la posició 58 a la seva llista de «100 Millors Artistes de Tots els Temps». El reputat crític musical Dave Marsh els anomenà «inqüestionablement, la nova banda de rock més radical dels setanta».
Encara que els Sex Pistols no foren la primera formació de punk, els pocs enregistraments publicats durant la seva breu existència foren expressions singularment catalítiques del moviment punk. Les publicacions de «Anarchy in the U.K.», «God Save the Queen» i Never Mind the Bollocks són considerats entre els fets més importants de la història de la música popular. Never Mind the Bollocks, en particular, és regularment citat com un dels millors discs de la història: el 2006, ocupà la posició 28 a la llista de «100 Millors Àlbums de Sempre» de la revista Q, i el 1987, la Rolling Stone el classificà com a 2n a la llista de «Top 100 Àlbums dels Darrers 20 Anys». Amb els anys, se l'ha reconegut com un dels enregistraments més influents de la història del rock; un crític d'AllMusic el titllà d'«un dels enregistraments més bons i més inspiradors de tots els temps».
Els Sex Pistols inspiraren l'estil, i sovint la creació en si, de diversos conjunts de punk i post-punk durant els seus dos anys i mig d'existència. A Londres aparegueren grups de punk que citen els Pistols com a inspiració, entre ells: The Clash, Siouxsie and the Banshees, The Adverts, Vic Godard de Subway Sect i Ari Up de The Slits.
El concert dels Pistols el 4 de juny del 1976 al Lesser Free Trade Hall de Manchester es convertí eventualment en un dels esdeveniments més significatius i mitificats de la història del rock. Entre el públic, de tan sols una quarantena de persones, hi havia moltes potencials icones del punk i el post-punk: Pete Shelley i Howard Devoto, que organitzaren el concert i estaven en procés de cerca de nous membres pels Buzzcocks; Bernard Sumner, Ian Curtis i Peter Hook, que més endavant formarien Joy Division; Mark E. Smith, que formaria The Fall; el poeta punk John Cooper Clarke; i Morrissey, que formaria The Smiths. Tony Wilson, fundador de Factory Records, veié la banda per primer cop el 20 de juliol, quan tornaren al mateix indret.
Quan escoltes els Sex Pistols, «Anarchy in the U.K.», «Bodies» i pistes com aquestes, el que et suggereix immediatament és que «això està passant de debò.» Això és un tipus, amb el cap ben moblat, que de fet diu que alguna cosa en què ell creu sincerament està passant al món, dient-ho amb verí i passió. T'arriba i t'espanta –et fa sentir incòmode. És com si algú digués: «Venen els alemanys! I no hi ha manera d'aturar-los!»
Res no hauria passat sense els Pistols. Va ser com: «Uau, crec en això.» El que deien era: «És un munt de merda. Faré el que faig i m'és igual el que la gent pensi.» Això era la clau. La gent ho oblida, però això era la ideologia principal per a mi: no ens importa què en pensis –ets una merda en qualsevol cas. El comportament era el que posava la gent en marxa, juntament amb la música.
Molts músics posteriors han reconegut la influència dels Pistols, com The Jesus and Mary Chain, NOFX, The Stone Roses, Guns N' Roses, Nirvana, Green Day i Oasis. Tim Mohr afirma que les emissions de la música dels Sex Pistols contribuïren a crear el moviment punk a Alemanya oriental. Un estudi de la London College of Music qualifica la banda d'«immensament influent» i apunta que «molts estils de la música popular, com el grunge, l'indie, el thrash metal i fins i tot el rap deuen els seus fonaments al llegat de les rupturistes bandes de punk –de les quals els Sex Pistols n'eren la més prominent.»
Segons Ira Robins de la Trouser Press Record Guide, «els Pistols i el seu mànager/provocador Malcolm McLaren desafiaren tots els aspectes i preceptes de la creació de música moderna, inspirant en conseqüència incomptables grups a seguir la seva petjada als escenaris d'arreu del món. Una imatge pública nihilista i confrontant i unes lletres rabiosament nihilistes i sociopolítiques marcaren el to que continua guiant les bandes de punk.» En canvi, el crític Toby Creswell assenyala un altre factor com a màxima font d'inspiració: «Contràriament a la imatge que se'n té, els Pistols es prenien molt seriosament la música […] el veritable crit rebel venia de les guitarres de Jones: un mur massiu de so basat en els riffs de guitarra més simples i retro. Essencialment, els Sex Pistols reforçaren allò que les bandes de garage havien demostrat –que no necessites tècnica per fer rock & roll. En un moment en què la música era cada vegada més complicada i poc punyent, el canvi generacional dels Sex Pistols causà una vertadera revolució.»
Juntament amb la seva vasta influència musical, les reverberacions culturals dels Sex Pistols són presents arreu. Els dissenys que Jamie Reid féu pel grup són considerats entre els més importants del disseny gràfic dels 70 i encara són influents avui dia. Amb només 21 anys, Sid Vicious ja era una «icona que venia samarretes». Encara que la seva mort significà per molts el fracàs inevitable de les ambicions socials del punk, per altra banda el postulà com un arquetipus de la joventut condemnada i sense esperança. La moda punk britànica, encara molt influent, s'acredita sovint a Westwood i McLaren. Com a Johnny Rotten, l'estil personal de Lydon també tengué un impacte que encara dura, inspirant certs aspectes dels estils punk, teddy boy i mod, entre d'altres. El director de la pel·lícula de Batman The Dark Knight, Christopher Nolan, digué que Rotten inspirà la seva caracterització del Joker, interpretat per Heath Ledger. Segons Nolan: «Vàrem enfocar la visió del personatge del Joker en què el punt important sobre ell és la seva idea d'anarquia. Aquest compromís amb l'anarquia, aquest compromís amb el caos.»

### Bases conceptuals i qüestions de crèdit
Els Sex Pistols estaven definits per ambicions que anaven més enllà d'allò musical. El mateix McLaren menyspreà obertament la música de la formació, i del punk rock en general, en diverses ocasions: «Jesús, si la gent comprés els enregistraments per la música, això s'hauria mort fa molt de temps», digué el 1977.
Segons McLaren, els Sex Pistols foren el seu projecte artístic situacionista personal: «Vaig decidir emprar persones, de la mateixa manera que un escultor empra argila.» «El punk esdevengué el fenomen cultural més important de finals del segle segle xx», McLaren assegurà més endavant. «La seva autenticitat destaca per sobre de la cultura karaoke d'imitació d'avui en dia, en què tot i tothom està en venda... El punk no està, ni mai no ha estat, en venda.» Eren una cosa amb la qual «vendre pantalons», com digué McLaren el 1989; «un exercici cautelosament planificat per malversar com més diners de la indústria musical millor», que és com Jon Savage caracteritzà la temàtica central de McLaren a The Great Rock 'n' Roll Swindle; i «diners des del caos» (cash from chaos), tal com la pel·lícula exposa repetidament.
Lydon, per la seva banda, menystengué la influència de McLaren: «Fèiem el nostre propi escàndol sent nosaltres mateixos. Potser com que sabia que ell era redundant, ho sobrecompensà. Tota la xerrameca de com els situacionistes francesos estaven associats amb el punk és una parida. És un sense-sentit!» Cook hi coincidí: «El situacionisme no tengué res a veure amb nosaltres. Els Jamie Reids i Malcolms estaven excitats perquè sabien que érem la bomba. Suposo que érem tot el que ells somiaven.» Segons Lydon: «Si teníem una aspiració, era forçar les nostres pròpies opinions de classe obrera dins el corrent principal, una cosa mai vista en la música pop en aquell moment.»
Toby Creswell argumenta que l'«agenda política dels Sex Pistols era incipient, com a mínim. Era una crida general a la rebel·lió que col·lapsa davant el mínim escrutini.» El crític Ian Birch digué el 1981 que el clam que dona importància política als Pistols és «estúpid»: «Si feren quelcom, és fer a molta gent conforme amb ser insignificants. Certament no inspiraren les classes treballadores.» Encara que la victòria dels conservadors al Regne Unit l'any 1979 dona suport a aquesta postura, Julien Temple assenyala que la gent que els Sex Pistols inspiraren «no eren les famílies normals de classe treballadora amb cases de dos pisos […] Eren a la vora del precipici en termes socials. De fet estaven donant veu a un sector de la classe treballadora que estava gairebé fora dels límits.» Poc després d'«Anarchy in the U.K.», desenes de bandes de punk arreu del país formades per membres de classe treballadora o classe mitjana mostraren solidaritat amb la classe treballadora.
El 1980, el crític Greil Marcus apuntà la postura contradictòria de McLaren:

Pot ser que en la seva ment de cèlebre Svengali, els Sex Pistols mai tenguessin la pretensió de ser una meravella de més de nou mesos, un vehicle barat per fer diners ràpid, unes quantes rialles, un toc del vell épater la bourgeoisie. També pot ser que en la seva ment de terrorista en cap i propagandista, veterà anarquista i artista situacionista, els Sex Pistols tenguessin la pretensió de ser una força que causàs sensació al món i unís finalment la música i la política. Els Sex Pistols eren totes aquestes coses.

Uns quants anys abans, Marcus havia identificat diferents arrels soterrades sota la mescla de música i política de la formació, argumentant que «han absorbit del reggae i els rastas la idea d'una cultura que farà demandes als que estan al poder que cap govern mai podrà satisfer; una cultura que serà exclusiva, gairebé separatista, però també messiànica, apocalíptica i estoica i que ignorarà o destruirà qualsevol contradicció inherent en tal complexitat de postures.» El crític Sean Campbell ha assenyalat com l'herència catòlica irlandesa de Lydon facilità la seva entrada en l'escena reggae de Londres i complicà la seva posició per la classe treballadora anglesa ètnica –el rerefons de la resta de membres de la formació.

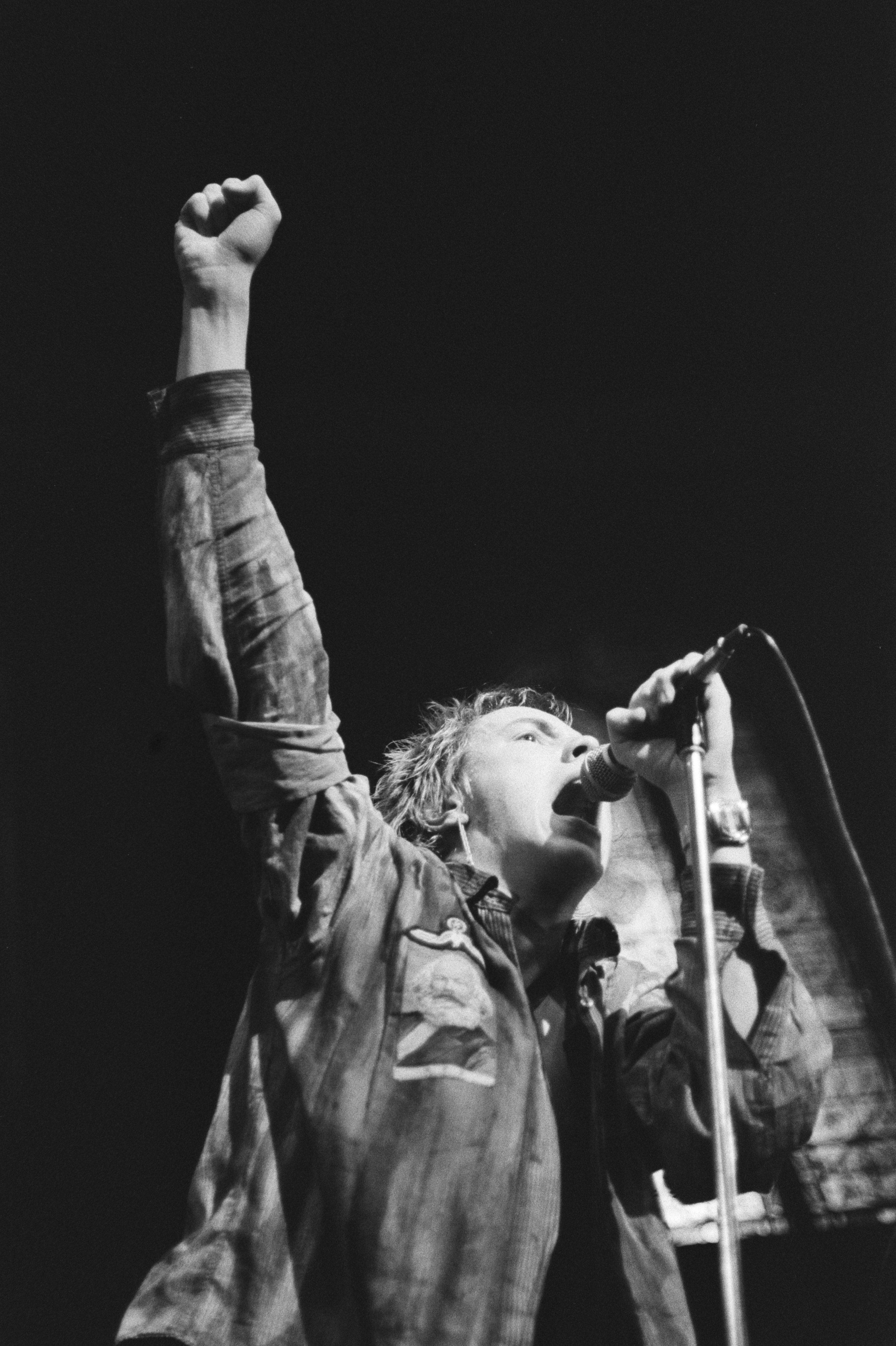
Johnny Rotten actuant a Paradiso (Amsterdam) el gener de 1997

El crític Bill Wyman reconeix que «la intel·ligència ferotge i el sorprenent carisma sobre l'escenari» de Lydon foren catalitzadors importants, però defensa que l'autèntic significat de la formació rau en les provocacions de McLaren. Malgrat que alguns dels incidents públics dels Sex Pistols eren maquinacions de McLaren, Westwood i companyia, d'altres foren espontanis –inclòs l'afer al programa Today de Bill Grundy, segons el mateix McLaren «el moment crucial que ho canvià tot». Segons el bateria Cook, «Malcolm aprofità les situacions, no les instigà; això sempre fou cosa nostra.» Matlock escrigué que en el moment d'abandonar el grup, li començà a creuar la idea que McLaren «estava perpetrant deliberadament la idea de que nosaltres érem els seus titelles... Tanmateix, per altra banda, he descobert amb el temps que Malcolm no era tan conscient del que pretenia com ha dit des de llavors.» Matlock demostrà amb la seva absència com de clau era per la creativitat de la banda: els onze mesos posteriors a la seva partida, els Sex Pistols només compongueren dues cançons.
L'historiador musical Simon Reynolds argumenta que McLaren no es convertí en un auteur fins després de la ruptura de la banda, amb la gravació de The Great Rock 'n' Roll Swindle i el reclutament de Ronnie Biggs com a vocalista. Molt del debat posterior sobre els Sex Pistols ha girat al voltant de si prendre's o no les proclames de McLaren a la pel·lícula i sobre si donar-les-hi credibilitat o no. El periodista musical Dave Thompson notà l'any 2000 que «avui en dia, Swindle és vist per molts com la veritat», tot i els seus elements fantasiosos com un Steve Jones completament il·literat, un gos parlant i Sid Vicious disparant membres del públic, inclosa sa mare, al final de «My Way», entre d'altres. Temple apunta que la caracterització de McLaren pretenia ser «una puta gran broma –que ell era el titellaire que va crear aquestes figures de fang a partir de caixes de plastilina que ell mateix va modelar i va crear Johnny Rotten i Sid Vicious. Era una broma que estiguessin completament manufacturats.» A la seva última aparició en pantalla a la pel·lícula, McLaren declara que duia planificant l'afer Sex Pistols «[d]'ençà que tenia deu anys! D'ençà que Elvis Presley va allistar-se a l'exèrcit!» (1956 i 1958, respectivament). Temple reconeix que McLaren «tal vegada s'ho va prendre massa seriosament».
Segons el mànager de gira dels Pistols, Noel Monk, i el periodista Jimmy Guterman, Lydon fou molt més que «el portaveu de la banda. És el seu cervell rabiüt. McLaren o el seu amic Jamie Reid poden amollar una paraula com 'anarquia' o 'vacant' que Rotten pren per la força i converteix en un manifest, però McLaren no és l'Svengali de Rotten que a ell li agradaria ser percebut com a qual. McLaren es pensava estar treballant amb una tabula rasa, però al cap de poc es va adonar que Rotten tenia idees pròpies». Per altra banda, hi ha una certa discrepància sobre el talent de McLaren pel màrqueting i la importància del seu rol en convertir la banda en un fenomen de subcultura poc després del seu debut. Segons Temple, «va catalitzar la ment de molta gent. Tenia moltes idees extraordinàries.» Però, com Jon Savage emfatitza: «De fet, va ser Steve Jones qui va tenir la idea d'unir el seu grup, o qualsevol grup, a McLaren. Ell va escollir McLaren, no al revés.»

## Discografia

### Àlbums
- Never Mind the Bollocks, Here's the Sex Pistols, 28 d'octubre de 1977
- The Great Rock 'n' Roll Swindle, 26 de febrer de 1978 (banda sonora de la pel·lícula, pòstum)

### Singles
- "Anarchy in the UK / I Wanna Be Me", 26 de novembre de 1976
- "God Save the Queen", 27 de maig de 1977
- "Pretty Vacant / No Fun", 2 de juliol de 1977
- "Holidays in the Sun / Satellite", 15 d'octubre de 1977
- "No Feelings" / 12 de desembre de 1977